# ニコール・アニストン
ニコール・アニストン（Nicole Aniston、1987年9月9日 - ）は、アメリカ合衆国のポルノ女優。カリフォルニア州サンディエゴ出身。